# Burni Bebudak
Burni Bebudak är en kulle i Indonesien.   Den ligger i provinsen Aceh, i den västra delen av landet, 1 600 km nordväst om huvudstaden Jakarta. Toppen på Burni Bebudak är 264 meter över havet.
Terrängen runt Burni Bebudak är platt åt nordost, men åt sydväst är den kuperad.Runt Burni Bebudak är det glesbefolkat, med 15 invånare per kvadratkilometer. I omgivningarna runt Burni Bebudak växer i huvudsak städsegrön lövskog.